# Mitko Sztojkovszki
Mitko Sztojkovszki, macedónul: Митко Стојковски (Bitola, 1972. december 18. –) válogatott macedón labdarúgó, hátvéd.

## Pályafutása

### Klubcsapatban
1989 és 1991 között a Peliszter, 1991 és 1995 között a Crvena zvezda, 1995 és 1997 között a spanyol Real Oviedo, 1998 és 2000 között a német VfB Stuttgart, 2000–01-ben ismét a Peliszter labdarúgója volt. A Crvena csapatával két-két jugoszláv bajnoki címet és kupagyőzelmet ért el. Tagja volt a Stuttgart 1997–98-as KEK-döntős csapatának. 2001-ben a Peliszter együttesével macedónkupa-győztes lett.

### A válogatottban
1994 és 2002 között 28 alkalommal szerepelt a macedón válogatottban és öt gólt szerzett.

## Sikerei, díjai
Crvena zvezda
- Jugoszláv bajnokság
  - bajnok (2): 1992–93, 1994–95
- Jugoszláv kupa
  - győztes (2): 1993, 1995

 VfB Stuttgart
- Német ligakupa
  - döntős: 1998
- Kupagyőztesek Európa-kupája (KEK)
  - döntős: 1997–98

 Peliszter
- Macedón kupa
  - győztes: 2001